# آشا باريك
آشا باريك (من مواليد 2 أكتوبر 1942) ممثلة ومخرجة ومنتجة أفلام هندية ظهرت في أفلام ناجحة تجاريًا في الستينيات. كانت واحدة من أفضل الممثلات في السينما الهندية من 1959 إلى 1973. في عام 1992 ، تم تكريمها بادما شري من قبل حكومة الهند. بسبب حياتها المهنية الناجحة في صناعة السينما، تعتبر الفتاة الناجحة في بوليوود. تعتبر باريخ واحدة من أنجح ممثلات الأفلام الهندية وأكثرها نفوذاً في كل العصور.

## وصلات خارجية
- آشا باريك على موقع IMDb (الإنجليزية)
- آشا باريك على موقع ألو سيني (الفرنسية)
- آشا باريك على موقع أول موفي (الإنجليزية)
- آشا باريك على موقع قاعدة بيانات الفيلم (الإنجليزية)
- آشا باريك على موقع كينوبويسك (الروسية)